# Inverclyde
Inverclyde (gael. Inbhir Chluaidh) – jednostka administracyjna (council area) w zachodniej Szkocji, położona nad zatoką Firth of Clyde, w zachodniej części historycznego hrabstwa Renfrewshire. W 2011 roku liczyła 81 220 mieszkańców. Ośrodkiem administracyjnym jest Greenock.
Graniczy z Renfrewshire na wschodzie i North Ayrshire na południu.